# Lucky²
Lucky²("Lucky Lucky"로 발음)는 LDH (기업)가 2021년에 결성한 일본의 아이돌 걸 그룹이다. 이 그룹은 미이케 다카시의 걸스×히로인! 시리즈에 출연한 멤버 6명과 리즈 스타 -Top of Artists!-에서 가입한 3명으로 구성되어 있다. 2021년 9월 첫 싱글 'Fun!Fun!Fun! ~꿈∞~'를 발매하며 데뷔했다.

## 구성원
- 야마구치 리나(山口莉愛)
- 스기우라 유라(杉浦優來) - 리더
- 나카야마 츠바키(永山椿)
- 후카사와 히이로(深澤日彩)
- 히가 유와(比嘉優和)
- 사토 칸나(佐藤栞奈)
- 우에무라 리리카(上村梨々香)
- 모리 아카리(森朱里)
- 사토 키키(佐藤妃希)